# Ida Ceuppens

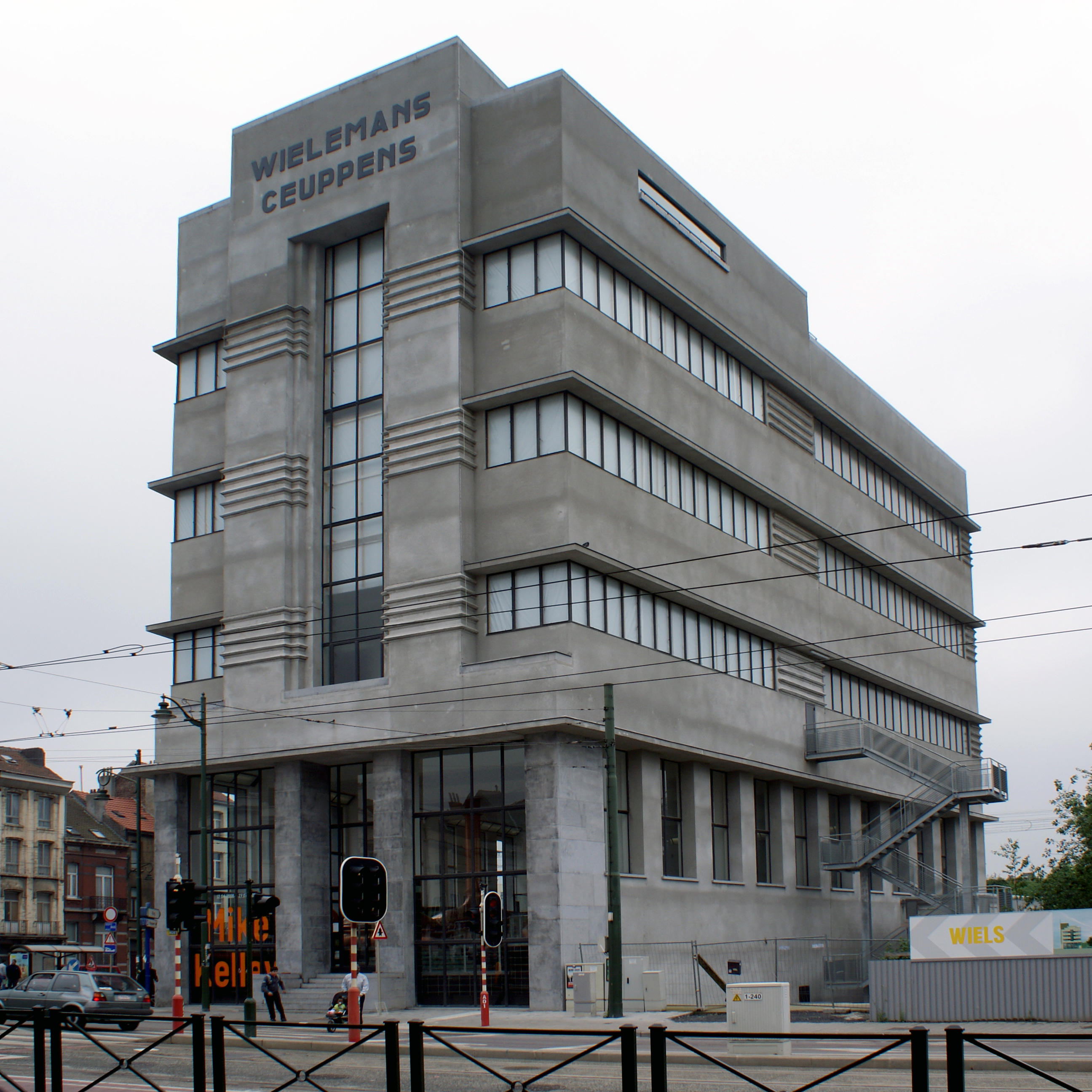
Brouwerij Wielemans-Ceuppens, Brussel

Constance Ida Ceuppens (Ukkel, 16 oktober 1817 - Brussel, 3 mei 1883) was de oprichter van Brouwerij Wielemans-Ceuppens. Daarvoor leidde ze sinds 1862 samen met haar echtgenoot Lambert Wielemans een bierbrouwerij. In 1863 overleed Lambert, waarna Ida het bedrijf voortzette en verder uitbreidde.

## Carrière
In 1868 huurde ze brouwerij 'Riche-Soyez' in de Nieuwlandstraat te Brussel en begon met het brouwen van bier. Haar zoons André, Edouard en Prosper gingen ook in de brouwerij werken. Edouard had gestudeerd aan de brouwerijschool van Leuven.
In 1875 werd het bedrijf een vennootschap onder firma, met Ida en haar zonen als deelnemers. De onderneming kreeg de naam Brouwerij Wielemans-Ceuppens.
Na haar overlijden in 1883 zetten André, Edouard en Prosper het bedrijf verder. 

## Persoonlijk
Lambert en Ida trouwden op 14 november 1838 en hadden 8 kinderen die allemaal betrokken waren in het familiebedrijf: Lambert Félix Wielemans (1839-1916), Isabelle Henriette Wielemans (1844-1905), André Wielemans (1848-1906), Jean Prosper Wielemans (1850-1932), Edouard Wielemans (1852-1927), Hortense Wielemans (1855-1937), Octavie Wielemans (1857-1909) en Mathilde Wielemans (1859-1944).
Ida was de dochter van Jean Joseph Ceuppens (1766-?) en Marie-Philippine Dekelver (1791-1872).